# Willstätt
Willstätt település Németországban, azon belül Baden-Württembergben. Lakosainak száma 10 103 fő (2023. december 31.).

## Népesség
A település népessége az elmúlt években az alábbi módon változott:
| Lakosok száma | 6973 | 9096 | 9787 | 9985 | 9982 | 9893 | 10 064 | 10 103 |
|               | 1975 | 2010 | 2017 | 2019 | 2020 | 2021 | 2022   | 2023   |